# Rozhodnutí 1
Rozhodnutí 1 (v anglickém originále Pilot) je pilotní epizoda amerického seriálu Útěk z vězení, která ve Spojených státech debutovala 29. srpna 2005. Režíroval ji režisér Brett Ratner a scénář napsal tvůrce seriálu Paul Scheuring. Epizoda nedosáhla vysokých ohodnocení jen v USA, ale také v ostatních zemích.
V dílu se diváci seznámí s oběma protagonisty, kterými jsou Michael Scofield a Lincoln Burrows. Burrows byl odsouzen k trestu smrti za vraždu Terrence Steadmana, bratra americké viceprezidentky, kterou nespáchal. Každý pokus o zpoždění trestu je rychle odmítnut, jelikož je případ politicky významný a zajímají se o něj federální agentury. Michael Scofield se tedy dostává do vězení, kde je uvězněn jeho bratr, za účelem osvobodit ho. 

## Průběh
Díl začíná v tetovacím salónu, kde si Michael Scofield nechává udělat tetování, ve kterém je zašifrován plán vězení Fox River, kde je neprávem uvězněn jeho bratr Lincoln Burrows. Po dokončení uměleckého díla se vrací do svého bytu, kde z okna strhá všechny ústřižky novin a různé papíry, ze kterých vstřebával důležité informace. Poté vyhazuje svůj pevný disk do řeky Chicago. Další den jde navštívit banku, kam si vezme dvě pistole a z jedné z nich vystřelí, aby mohl být obviněn z ozbrojené loupeže.
Případ se dostává k soudu, kde Michaela obhajuje bývalá Lincolnova přítelkyně Veronica Donovan. Ta je, stejně jako soudkyně, překvapená tím, že Michael vůbec nevzdoruje a souhlasí s pětiletým trestem, který si odpyká ve Fox River, jelikož má právo být uvězněn blízko domova. 
Ve Fox River se Michael seznamuje nejprve s hlavním dozorcem Bradem Bellickem a pak ho dají do cely s Fernandem Sucrem, který je z Portorika. Hned v prvních chvílích v cele spatří na vlastní oči vraždu, což ho celkem vystraší. Sucre mu při první vycházce na čistý vzduch ukáže všechno, co je důležité a Michael se také ujistí, že je jeho bratr Licoln v pořádku, ale na samotce. Jediná cesta, jak s ním mluvit, je dostat se do skupiny pracovní terapie, kterou vede italský mafián John Abruzzi.
Zatímco Sucre řeší s Michaelem problémy se svou láskou Maricruz, kterou dopisem žádá o ruku, Lincolnův syn L. J. Burrows se dostává do problémů, když ho chytí policie při rozvozu marihuany. Michael má krátce poté problémy s tím, dostat se do skupiny pracovní terapie, ale na Abruzziho vyrukuje s tím, že ví, kde se skrývá Otto Fibonacci, který má svědčit v případu, který je pro italskou mafii důležitý. Abruzzimu to nedá sice vědět přímo, ale dá mu papírovou labuť origami, kterou také zaslal, společně s fotografií Fibonacciho, do mafiánské restaurace, jejíž šéf je s Abruzzim ve styku.
Michaela také čeká první návštěva doktorky Sary Tancredi, kterou potřebuje, jelikož součástí jeho plánu je průchod ordinací. Předstírá tedy, že trpí cukrovkou, díky čemuž musí doktorku často navštěvovat. Tajní agenti Paul Kellerman a Danny Hale se zatím dozvídají, že biskup McMorrow, který je přítelem guvernéra Franka Tancrediho (shodou okolností otce doktorky), má něco proti Burrowsově popravě.
Ve vězeňské kapli se po kázání konečně setkávají Lincoln a Michael, což staršího bratra poměrně překvapuje. Jejich přítelkyně Veronica se začíná chovat podezřele a málem se dostává do menší hádky s přítelem Sebastienem, se kterým se má vdát. Zpět v cele si Michaela předvolá ředitel věznice Henry Pope, což podle Sucreho nevypadá dobře. Pope ale chce po Scofieldovi, o němž ví, že je stavebním inženýrem, aby mu pomohl se stavbou dřevěného modelu Taj Mahalu, který chce věnovat své ženě ke čtyřicátému výročí. Michael ale nabídku odmítá, čímž zjevně ředitele rozzuří. 
Michaela jede do věznice navštívit Veronica, která už přišla na to, že Michael chce zachránit svého bratra. Agenti Kellerman a Hale jdou také na návštěvu, ale jejich hostitelem je biskup McMorrow, kterému po snaze přemluvit ho pohrozí zvýšením daní. Abruzzi se po telefonu dozvídá o tom, že Fibonacci je naživu a také o papírové origami, která byla přiložena v dopise. Zatímco Michael se seznamuje s Charlesem Westmorelandem, o kterém si myslí, že je D. B. Cooper, Abruzzi k němu přichází s párem tvrdých hochů a chce informace o Fibonaccim. Následná potyčka, do které se zaplete i ostřelovač z hlídací věže, ale přiměje Abruzziho vzít Michaela do své pracovní skupiny. 
O potyčce se dovídá samozřejmě i ředitel Pope, který chce Michaela poslat na samotku. Ten ale jako reakci nabízí své služby při stavbě modelu Taj Mahalu. Pope tedy jeho nabídku přijímá. Tajným agentům dochází v noci trpělivost a tak se rozhodnou, že si to s biskupem vyřídí po svém a tak McMorrowa zastřelil agent Kellerman a Veronice, která se to ráno dovídá, dochází, že vraždu Lincoln nespáchal.
Licolna navštěvuje jeho syn L. J., krátce po svém zločinu, kterého zřejmě moc nelituje a tak se ho otec snaží umravnit. Sucreho navštěvuje jeho přítelkyně Maricruz, jejíž první slova mu potvrzují, že se může se svou snoubenkou po odchodu z vězení oženit. Je tu ale problém s jistým Hectorem, který má o Maricruz také zájem, zatím se ale nejedná o nic velkého. Doktorka Sara Tancredi u Michaela zatím zpozorovala hypoglykémii, kterou vyvolává inzulin u pacientů, kteří netrpí cukrovkou. Michaela tedy čekají testy a tak potřebuje sehnat PUGNAC, což je blokátor inzulinu. Prodat mu ho má Benjamin Miles Franklin, známý také jako C-Note, který je hlavním pašerákem vězení. Michaela také čeká první pracovní terapie, jejíž konec využívá k tomu, aby svému bratrovi ukázal plán vězení, který má na sobě vytetovaný.